# Brocchinia acuminata
Brocchinia acuminata är en gräsväxtart som beskrevs av Lyman Bradford Smith. Brocchinia acuminata ingår i släktet Brocchinia och familjen Bromeliaceae. Inga underarter finns listade i Catalogue of Life.